# 아시카지마역
아시카지마역(일본어: 海鹿島駅, あしかじまえき)은 일본 지바현 조시시에 있는 조시 전기 철도선의 역이다. 지바현 및 간토 지방 최동단의 역이다.

## 역 구조
단선 승강장 1면 1선의 지상역으로 무인역이다. 청량 음료 자동 판매기가 있고, 간이 화장실이 있다.
2007년 1월, 자원 봉사에 의하여 걸린 "문학비를 둘러싼 안내도"의 간판으로 2016년에 "간토 최동단의 역"으로 표기하게 되었다.
2007년 12월까지 초등생의 통학 시간에만 역무원을 배치하였으나 합리화에 의하여 2008년 이후 모토초시 역 역원 배치들은 완전 무인화되고, 역무실은 헛간이 되었다.

## 역 주변
주택가와 "등대 양배추"의 브랜드로 알려진 양배추(여름철에는 옥수수)를 재배하는 밭이 눈에 띈다. 지극 미려한 경관을 자랑하는 아시카지마 해안 주변에는 과거 많은 별장이 세워져, 휴양지로 메이지・다이쇼 시대 문인들이 이에 체류한 것으로 알려진다. 지금도 그 경관은 많은 시민과 관광객에게 사랑 받고 있다.
- 문인의 문학비
- 아시카지마 - 메이지까지 이 섬에 강치가 수백마리 살고 있었다.
- 아시카지마 해수욕장
- 가미가하마 - 일본의 물결 백선 지정의 해안(유영 불가).

## 역사
주변 주민의 요청에 의한 개통한 조시 전기 철도선에서는 가장 새로운 역이다.
- 1923년 7월 5일: 개업.
- 2008년 1월 1일: 완전 무인화.

## 인접역
| 조시 전기 철도 ■ 조시 전기 철도선 | 조시 전기 철도 ■ 조시 전기 철도선 | 조시 전기 철도 ■ 조시 전기 철도선 |
| --------------------------------- | --------------------------------- | --------------------------------- |
| 니시아시카지마 조시 방면          |                                   | 기미가하마 도카와 방면            |